# Автошлях B25 (Німеччина)
Федеральний автошлях 25 (B25, нім. Bundesstraße 25)  —  німецька федеральна дорога проходить через Баварію з півночі на південь від перехрестя з автострадою A6 на розв'язці Фойхтванген-Північ через Фойхтванген, Дінкельсбюль, Нердлінген до Донауверта.